# تيرا ريكا
تيرا ريكا بلدية في ولاية بارانا في المنطقة الجنوبية من البرازيل.